# いかりや長介
いかりや 長介（いかりや ちょうすけ、1931年〈昭和6年〉11月1日 - 2004年〈平成16年〉3月20日）は、日本の男性コメディアン、ミュージシャン（ベーシスト）、俳優、司会者。「ザ・ドリフターズ（略称：ドリフ）」の3代目リーダー。後年は俳優としても活動した。本名：碇矢 長一（いかりや ちょういち）。
愛称は「長さん」。ドリフ時代初期は芸名を「いかり矢 長介」としていた。ドリフ映画で使われる呼び名は「ゴリラ」「下唇」。身長175.2cm。
東京府東京市本所区中之郷横川町（現・東京都墨田区東駒形）生まれ。渡辺プロダクションを経てイザワオフィスに所属し、没後もイザワオフィス所属扱いとなっている。

## 概要

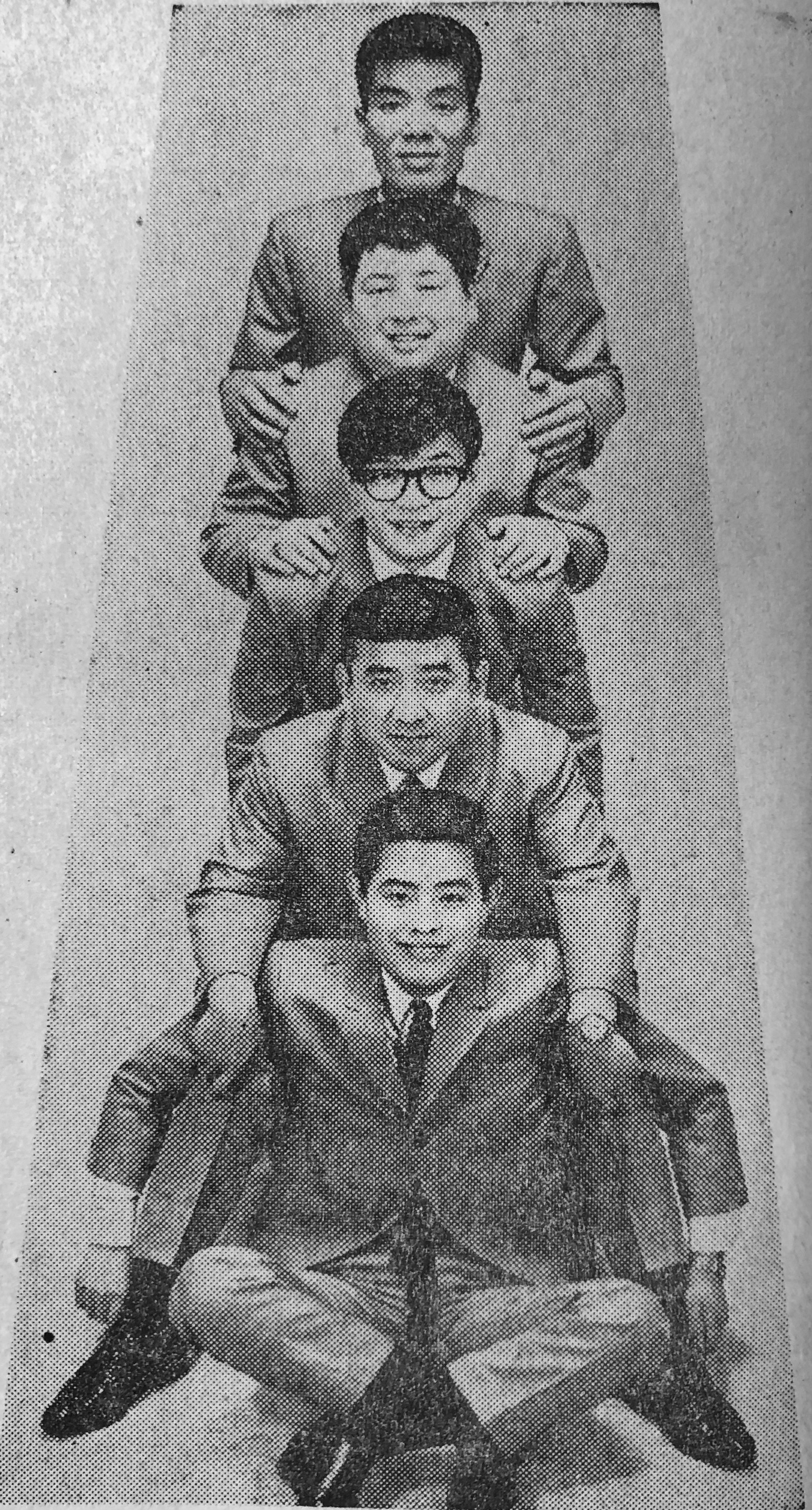
ザ・ドリフターズ。上から、いかりや長介、高木ブー、仲本工事、荒井注、加藤茶。

「ザ・ドリフターズ」のリーダーとして、TBSテレビの『8時だョ!全員集合』や、フジテレビの『ドリフ大爆笑』で一世を風靡。1980年代後半からは主に俳優として活躍。「お笑い」のイメージとは一線を画した演技を見せた。
1987年の大河ドラマ『独眼竜政宗』に鬼庭左月役で出演して以降本格的に俳優業に参入、1990年には黒澤明監督により映画『夢』に起用された。1997年に放映されたドラマ『踊る大捜査線』（フジテレビ系）のベテラン刑事・和久平八郎役では、若いファンからも支持を受け、1998年の映画『踊る大捜査線 THE MOVIE』で第22回日本アカデミー賞最優秀助演男優賞を受賞。晩年は独特な語り口調を生かし『人生の楽園』などでナレーションを務めることも多かった。俳優としての遺作は2004年の映画『恋人はスナイパー』。
趣味はアフリカ旅行（特にケニア方面）で、いかりやをメインレポーターとしたアフリカ紀行番組もフジテレビ系などでたびたび放送された。
長男の浩一（1969年5月8日 - ）は明治大学卒業後、森永製菓に勤務。在職中の2004年にドリフターズ事務所の代表取締役社長に就任し、父・長介の没後に著書『親父の遺言』（2006年、幻冬舎）をいかりや浩一名義で出版した。2008年12月に森永製菓を退職してドリフターズ事務所の代表取締役に専任し、『いかりや長介という生き方』（幻冬舎、2008年）を出版した。浩一には妻の他、1人の息子と1人の娘がおり、合計で4人家族である。また、浩一の姉で長女の碇矢まゆみは『容疑者 室井慎次』での俳優担当スタッフであった。

## 生涯

### 生い立ち
1931年11月1日（日曜日）、14時55分、父・碇矢一郎と母・よねの長男（弟と妹がいる）として、東京市本所区中之郷横川町（現在の東京都墨田区東駒形）の病院で、体重3,760gで生まれ、ラジオの全国放送のその日生まれた新生児を紹介するコーナーで取り上げられた。後に弟と妹が誕生する。
4歳の時(3歳の時とも)、母が結核で病死（なお約10年後には弟も死去）、このため彼は祖母に育てられた。本所区横川国民学校（現在の墨田区立横川小学校）卒業。国民学校時代の教師に書道家の井上有一がいる。父は築地の魚河岸で運搬の仕事に従事していた。いかりやは自伝『だめだこりゃ』の中で、この父について「私に一番影響を与えた、傑作な人物」と語っている。
1944年、戦争の激化に伴い横川小学校卒業を待って静岡県の原田村（現・富士市東滝川町）へ疎開し、同地の国民学校高等科（現・富士市立吉原第三中学校）へ入学。翌年に同地で終戦を迎えた。この頃、いかりやは、アメリカのお笑いコンビ「アボット＆コステロ」の映画をよく見たといい、浅草で見てきたシミキンやラジオで聞いた金馬の『居酒屋』なんかとは違うナンセンスギャクの笑いが世界にはあるんだ、と初めて知ったと語っている。

### ミュージシャン
わずか8年のみの設置であった静岡県立吉原高等学校定時制課程吉永分校（1950年4月設置、1955年4月生徒募集停止、1958年3月廃校）に進学したが、学費滞納が続いたことから已む無く中退。
その後は音楽活動を夢みて、上京しようとするも、当時は講道館柔道三段だった父に反対される。それでも諦めきれず、夜中に家出同然に上京し、東京の叔父の工場のもとで働くも火事になったため、結局そのまま静岡に戻となった。
帰郷後は地元の三島製紙に入社し、会社のハワイアンバンドに入っていたものの、相部屋四畳半の寮に入り「ローズハワイアン」のバンドマンとしてクラブの専属バンドになり専業プロとなる、更にここで一歳下のクラブのホステスだった繁子と1954年の初夏に婚約し寮から妻の家で転居した、知り合って一か月目のことで、月収は一万円であった、繁子からは小遣いを貰っていた。元々はスティール・ギターを担当していたが、後にベースに転向。当時のバンド仲間に元プロ野球選手の田村満がいる。そもそも音楽を始めた動機は女性にモテたいからであり、父から「食えるわけないから辞めろ」と反対されたとのこと。
1959年にミュージシャンを目指して上京、最初の妻とともに新宿二丁目のアパートで暮らす。ミッキー・カーチスが在籍していたロカビリーバンド「クレイジーウェスト」に参加後、ジミー時田や寺内タケシが在籍していたカントリーウェスタンバンド「ジミー時田とマウンテン・プレイボーイズ」にベーシストとして加わり、立川・横須賀・横田の米軍キャンプで披露していた。
しかし1961年12月31日（日曜日）、巡業の往路で交通事故を起こしたことで所属事務所と関係が悪化し、1962年に「マウンテン・プレイボーイズ」を脱退後、小野ヤスシが在籍していた「桜井輝夫とザ・ドリフターズ」に参加。
碇矢はドリフ入りと同時に初めての結婚、当時の身長は178cm、体重65kg。
「浮気は公私ともにできない立場」と思っているとし「無名で青春の彷徨をしていた自分にそれについてきてくれた、そんな女を裏切ることはできない」と語った。
加藤茶と同時期の加入となった。のちに芸能界を引退しプロモーターに転身した桜井から交代する形で、長女が生まれた1963年、リーダーとなる。
当初は「笑いのドリフターズ」というグループ名だった。
ジェリー·ルイス、三木のり平、八波むと志、谷啓を尊敬する人物として挙げていた。
いかりやリーダー体制を敷いた後、いかりやと対立した小野ら4人がドリフを脱退し、ドンキーカルテットを結成した。1964年に高木ブー、荒井注、石川サダオを加えて、脱退せず残った小山威、加藤茶、綱木文夫との7人で新生ザ・ドリフターズとして活動再開し、直後に小山、石川が脱退。1965年に仲本工事が加入し、その後に綱木が脱退したが、メンバーを補充せず、いかりや・加藤・荒井・高木・仲本の5人体制となった。
綱木脱退直後、ドリフは渡辺プロダクション（ナベプロ）所属となり、ナベプロは当時人気絶頂だったハナ肇とクレージーキャッツの後輩として、大々的に売り出した。ただし、いかりや自身が後に自著のあとがきで「師匠に付いたことはない」と記述している通り、クレージーの直弟子であったわけではない。なお、クレージーとの初対面の時に、クレージーのリーダーであったハナ肇から「いかりや長介」の芸名を与えられ（本名の長一より長介のほうが響きが良いという理由）、以来その芸名で通すことになった。
1966年、ドリフはビートルズの日本武道館公演の前座としてステージに上がり、仲本のヴォーカルで『のっぽのサリー』（Long Tall Sally）を演奏した。
1969年、長男浩一が生まれる。
1972年春にはタイで休暇を取っている。
晩年出演したテレビCM（キリン・ラガー）では、エレクトリック・アップライト・ベースを演奏している。その際に撮影されたスチル写真が遺影に使われた。ベースライン自体は、スタジオミュージシャンの渡辺等の手によるものであった。
バンド時代のあだ名は「幡随院長兵衛」をもじって「バンス院長兵衛」。バンスとは、バンドの符丁でギャラの前借り（advanceより）のこと。当時のいかりやは、借金がかさんでいた。長兵衛は本名の長一から。いかりや逝去の際、バンド時代から親交の深かった立川談志が、追悼コメントで「ヤツ（いかりや長介）を今時『長兵衛』と呼ぶのも、もう俺ぐらいしか（=それだけ付き合いが古かった）いないんじゃないかな」と語っていた。

### コメディアンとして
ザ・ドリフターズはTBSの『8時だョ!全員集合』や、フジテレビの『ドリフ大爆笑』で大人気となった。
『全員集合』が開始された頃に、山田康雄に演技指導を受けていたというエピソードがあり、それが縁で『ルパン三世』の収録スタジオへ挨拶に行ったり、山田が『全員集合』の冒頭のコントに出演した。また、プライベートで山田と飲みに行くこともしばしばあったという。
『全員集合』の打ち合わせは土曜日の生放送の2日前の木曜日に行われていたが（通称・木曜会議）、いかりやを中心にネタが決められ、いかりやがネタを思いつくまで皆が黙っていることが多かった。他の作家がアイデアを出しても「つまらねぇよ」と却下することも多かった。この事について「彼らのネタは机上でしか考えてない様だったり、面白くてもドリフでは出来ない内容ばかりだった」と著書で述べており、加藤も後に「作家が考えたネタより、自分達で考えた方が観客には受けた」とコメントしている。若手放送作家だった高田文夫は『全員集合』のスタッフとして参加していたが、打ち合わせ時は余りに静かで重い空気に耐えられず、逃げ出した経緯をスポーツ紙の連載に記している。
ドリフのボーヤだった志村けんは「自分の考えたネタをいかりやさんに見せる時が一番緊張した」と、いかりやの没後のインタビューで述べている。いかりやは著書で志村のネタ作りの才能と積極的に提案する姿勢を高く評価しており、ドリフの正式メンバーに昇格させた理由の一つであったと語っている。
『全員集合』での「オイッスー！」「次、行ってみよう」『ドリフ大爆笑』"もしものコーナー"の「だめだこりゃ」などのフレーズがモノマネのネタにされる。特徴であった唇の形もよくネタにされていた。
コントでは、抑圧的な憎まれボスというキャラ設定が主で、典型的なツッコミタイプである(『ドリフ大爆笑』の人気コーナー「ばか兄弟」（仲本とのコンビによるコント）シリーズ等でボケを演じることもある)。それに対して、加藤や志村らが反撃に出るといったスタイルで、それをギャグとして取り入れていた。60歳を超えてからも体を張って大量の水を被ったり、金たらいや一斗缶を頭に受ける等の芸風を通した。
ドリフのボーヤには、志村けん、井山淳、すわ親治らがいた。清水キョウイチ郎はいかりやの元弟子を自称していたが、いかりやの関係者から「そんなの知らない」という証言があり、詳細は不明である。尚、清水自身は「『渋谷とんぼ』という芸名を付けてもらう寸前に離れてしまったので、向こうは覚えていないかも知れない。でも当時数十人居たボーヤの中で、そこまで行くのはほとんどいなかった」とコメントしている。
1979年にドリフのマネージャーだった井澤健がナベプロから独立し、ナベプロから暖簾分け（非連結関連企業）の形で「イザワオフィス」を設立。ドリフはイザワオフィス所属となった、ドリフ時代のギャラ配分は、イザワオフィス移籍直後から6（いかりや）：1：1：1：1だったため、メンバーとの衝突も多かったとされ、ネタにもなった。ただし、諸経費等はいかりやのギャラからほぼ全て出していた（メンバーは全員給与の一部より営業などの諸経費を負担していた）ため、実際の取り分は他のメンバーよりもわずかに多かったに過ぎなかったとし、それをネタにしたコントもある。また、高木によると、2人で飲んでいた時の支払いはいかりやの奢りだったという。
私生活では過労で結核を患った妻と1978年7月15日（土曜日）に離婚していた。
その後、かねてから交際していた恵津子と1979年2月27日に入籍して再婚したが、恵津子も89年2月15日に自殺。

### 俳優・タレント
1985年『全員集合』が放送終了し、俳優としての活動を始めた。1987年のNHK大河ドラマ『独眼竜政宗』で鬼庭左月斎役を演じ注目される。
1990年、黒澤明の新作映画『夢』に出演。第7話「鬼哭」で、放射能汚染で荒野と化した世界を苦しみながら彷徨う1本角の鬼を演じた。
1994年より始まった日本テレビの火曜サスペンス劇場・『取調室』シリーズでは、佐賀県警本部捜査一課の警部補・水木正一郎を演じ、佐賀県の観光振興をするとともに、本人はこの作品をライフワークと語っていた。
1992年 - 1996年のドラマ版『サザエさん』（フジテレビ）では磯野波平役を演じ、1997年に出演した『踊る大捜査線』の和久平八郎役ははまり役として認知された。
1998年のテレビドラマ『聖者の行進』（TBS）では物語のキーマンとなる弁護士・宇野淳市を演じ、1999年の『蘇える金狼』（日本テレビ）では主人公の最大の敵となる悪役・茂義賀津夫を演じた。『踊る大捜査線』に続く、若者向けテレビドラマでの好演で、名脇役としての人気が定着する。
2000年2月9日（水曜日）午前4時30分に荒井注が急逝した際には、弔辞を読んだ。弔辞の最後、いかりやは荒井に対して「じゃあいずれ」と締めくくった。
2001年にはTBSの月曜ミステリー劇場『弁護士猪狩文助』シリーズが開始。70代にして二つの人気主演シリーズを抱える状態となった。こちらは原作では80代と設定されている役柄であり、老耄したような日常の姿から一転して法廷での迫力ある追及の落差で魅せるいかりやの演技、古いジャズをあしらった渋い演出などで高い評価を受け、後日全作品がDVD化された。
作家の小林信彦が1970年代前半に『日本の喜劇人』を著した頃はドリフの最盛期で、TBSの鴨下信一からのオーダーで放送作家として初期の番組にも関わっていたが、ほとんど触れていない。しかし、1981年に夕刊フジで連載した『笑学百科』では、ドリフにはあまり興味がないが、いかりやの完璧主義と独特のペーソスから、後に俳優として活躍することを予見した記述がある。若干の個人的交流もあり、娘がいかりやのファンであることを話した小林に「それは、そうとう、趣味の悪いお子さんですなあ」と答えていた。

### 晩年
2003年5月30日（金曜日）、原発不明頸部リンパ節癌により緊急入院。闘病を経て、同年7月17日に一旦退院し、翌々日（7月19日）には『踊る大捜査線 THE MOVIE 2 レインボーブリッジを封鎖せよ!』の映画舞台挨拶に参加し、8月6日に『SMAP×SMAP』（関西テレビ・フジテレビ系）のゲスト出演収録でテレビの仕事に復帰した。長男の浩一によると、7月の退院直後に担当医から「余命はもって8ヶ月」であると宣告されていたが、本人には伝えなかったという。『踊る大捜査線』シリーズで共演してきたユースケ・サンタマリアが主演を務めた10月期放送の『あなたの隣に誰かいる』が生涯最後のテレビドラマ出演となった。12月にかつてドリフ見習いだったすわの舞台へ出演予定もキャンセル。12月8日に収録され、同23日に放送された『40年だよ!ドリフ大爆笑』がいかりやにとって生涯最後のテレビ出演（仕事）となった。
2004年3月15日、癌の転移により東京都港区の東京慈恵会医科大学附属病院に再入院するが、3月20日午後3時30分に死去。72歳没。奇しくもドリフ結成40周年という節目の年にこの世を去った。
彼の訃報は、当日はテレビの速報テロップで伝えられ、同日深夜（20日夜 - 21日未明）の各局ニュース番組でも報じられた他、翌21日の『NHKニュース7』ではトップニュースで報じられた。
3月21日、自宅前には午前中から約40人の報道陣が集まり、森光子など生前交友のあった芸能関係者やテレビ局から花が続々と届けられた。谷啓、西条昇、海老名香葉子、田中麗奈らもお悔やみのコメントを出した。
3月23日、通夜にはドリフメンバーである加藤、高木、仲本、志村のほか、『踊る大捜査線』の共演者である織田裕二、柳葉敏郎、深津絵里、水野美紀、『GOOD LUCK!!』で共演した木村拓哉らも弔問に駆けつけ、芸能関係者、一般ファン合わせて約3,500人が参列した。通夜会場の周辺には多くのファンが訪れていたが、午後8時になると同時に数ヶ所で、ファンが持ち込んだテープによりいかりやの「8時だョ!」という掛け声が流れ、即座に周囲のファンが「全員集合!!」と合わせた。
3月24日、告別式。喪主は長男である浩一が務め、浩一の姉で長女のまゆみも参列した。いかりやへの弔辞は加藤が読んだ。高木は、葬儀で「バカヤロー!」と叫びながら大泣きしていたという。
出棺の際はバッハ作曲の『G線上のアリア』が流され、『8時だョ!全員集合』のファンは「長さーん」「オイッスー」「次いってみよー」、『踊る大捜査線』のファンは「和久さーん」「和久さーんお疲れ様」と涙ながらに叫んだ。無言で直立不動の最敬礼をしていた者もいた。
最後まで涙を抑えていた加藤は、出棺の霊柩車のクラクションの音と共に目頭を押さえたという。
遺体は品川区の桐ヶ谷斎場で火葬され、その後東京都葛飾区小菅に所在する蓮昌寺に在する碇矢家の墓所に納骨された。
戒名は瑞雲院法道日長居士。

#### 没後
2004年の没後まもなく、第一回喜劇人大賞「特別功労賞」を受賞。3月27日にはTBSテレビで『追悼緊急企画 長さんだョ!全員集合』が放送された。番組は土曜日の20時（午後8時）をまたいで放送されたこともあり、時計の秒針が20時を刻むのと同時に『8時だョ!全員集合!!』と当時の全員集合のオープニング映像も流し、追悼した。さらに、NHK、フジテレビ、テレビ朝日でも追悼番組が相次いで放送された。
2004年に静岡県富士市から市民感謝状が贈られ記念の展示会が開催された。また、佐賀県は取調室シリーズで佐賀県の観光アピールを全国的にした事で、佐賀県出身・在住のいかりやのファンが佐賀県知事に多数陳情し、佐賀県知事と佐賀県警察本部長が感謝状を贈った。なお、いかりやは佐賀県警のポスターにも生前、広報用で使われていた。
2005年、静岡県富士市吉原の商店街の一角が「長さん小路」と命名された。
七回忌になる2010年3月17日にも、「8時だョ!全員集合 DVDBOX最終盤」が発売され、フジテレビで「懐かしのいかりや長介大爆笑スペシャル!!」TBSでも「ドリフ伝説最終章 8時だョ! 全員集合 大笑い4時間スペシャル」が放送された。
2010年の映画『踊る大捜査線 THE MOVIE3 ヤツらを解放せよ!』では、いかりやが演じていた和久刑事は死亡した設定だが、過去作でのいかりやの音声による「人の希望になってやれ。…なんてな」という和久のセリフが流れるシーンがある。2012年、続編の『踊る大捜査線 THE FINAL 新たなる希望』のオープニングムービーでも、過去作の映像を流用する形で登場している。

## エピソード

### ベーシスト
ベーシストとしては、日本におけるチョッパー奏法の元祖と語られることがあり（実際はいかりやの特徴的な奏法を見て近田春夫が面白半分に広めたデマである）、2001年の自著『だめだこりゃ』でも「いかりや奏法」「いかりや弾き」「長介弾き」という呼称には躊躇いつつも、感謝を書き留めている。いかりやは戦後日本のカントリーミュージックの代表格だった「ジミー時田とマウンテン・プレイボーイズ」に在籍していたが、その頃、ウッドベースからエレキベースギターに転向、または兼任していたジャズ、ロカビリーの古参ベーシストたちが米軍基地でアメリカ人の演奏を見て始めたのが、この「親指弾き」だった。しかし、マウンテン・プレイボーイズ、ドリフターズ両方の元メンバーで旧知だったジャイアント吉田は「（当時のステージレパートリーで主流のカントリー&ウエスタンや、ロックンロールに）このチョッパー奏法と呼ぶものは（エレキ・ベース・ギターでは）不要でやったことはない」と語っている。
この奇妙な再認識は、いかりやのミュージシャンとしての活動最盛期がビートルズ以前の時代で、現代では古典的な奏法になっていたことに起因している。いかりやのバンドマン時代を知らない若年層にとって、いかりやが演奏する姿が新鮮だったことから、前述の「いかりや奏法」「いかりや弾き」「長介弾き」という俗語が生まれたのだが、実際にはファンク系のベーシストが現在も多用しており、特に際立った奏法ではない。ただし、日本においてフェンダー製エレキベースを使用し、表舞台に立ったベースプレーヤーとしては先駆け的存在である。なお、事務所の後輩でグループ・サウンズブームを牽引したザ・ワイルドワンズのベーシスト島英二によると、いかりやは当初は島の勧めでピック奏法を試みたが、ピックが邪魔でコントに支障をきたすため親指奏法に切り替えたという。

### アフリカ旅行
アフリカ旅行を趣味としていた。いかりやのアフリカ通は芸能界でも評判で、いかりやをレポーターとしたアフリカ紀行番組のシリーズも作られている。テレビ朝日『特別企画だよ!ドリフターズ』やフジテレビ『なるほど!ザ・ワールド』でも、いかりやがアフリカを旅する企画が放送された。『全員集合』でもアフリカを舞台にしたコントが度々披露された。
自伝『だめだこりゃ』によると、1973年にプライベートで初めて海外旅行へ行けることになった時に、あえて一般の人が行かない場所へ行ってみたいという理由でアフリカへ行ったのが最初で、その後もほぼ毎年アフリカを訪れることが習慣になり、現地の人々とも積極的に交流を結んでいた。いかりや自身は、時間の流れ方が日本とまったく異なっていて、東京でのゴタゴタから自分を精神的に解放してくれる、アフリカ独特の大らかな風土とスケールの大きな自然が気に入っている旨を語っていた。訪れた数は26回にも及んだ。ドリフ映画と同時上映が多かった「男はつらいよ」シリーズの主役渥美清も大のアフリカ好きであり、松竹の撮影所で会うとアフリカの話をしたという。

### 踊る大捜査線
織田裕二は『踊る大捜査線』で、いかりやに請われてテレビドラマでの演技のノウハウを教えた。劇中の関係とは逆であるが、1999年4月13日放送のフジテレビの特別番組『踊る織田裕二』での対談で、いかりや本人が、「剣豪に倣って、あなたの芝居は何流か？ と問われれば、織田流だと答える」と述べて謝意を表している。また、いかりやの自伝『だめだこりゃ』にも同様の言葉が掲載されている。織田は、いかりやが亡くなった後もいかりやを大変慕っている。
柳葉敏郎は役柄上輪に入れないので、階段のところで座っていることが多かったが、いかりやが話し相手をし、柳葉は張り詰めたものが癒やされたという。
ユースケ・サンタマリアは、スタジオ入り時にスタッフから「真下正義役、ユースケ・サンタマリアさんです」と紹介された時に、「CX（フジテレビ）のリーサルウェポン。ユースケ・サンタマリアです」と挨拶をし、現場の空気が凍りついたという。そんな中でも輪に入れたのはいかりやが「俺もバンドあがりだから」と言ってくれたためだったという。
神山繁とは『独眼竜政宗』での共演以来、プライベートでも親交が深かった。神山は『踊る大捜査線 THE MOVIE』の和久と視線を交わすラストシーンの撮影を、良いシーンだが難しい場面でもあったと振り返っていた。いかりやはドリフ、神山は新劇の舞台出であり、出自が違い過ぎていたのが面白かったのか、妙に馬が合って、二人が勝手なことを喋りあって友情が生まれたという。飲食を共にし、京都の家まで訪ねてきてくれたこともあり、神山はいかりやがガンで入院することになったときも、発表の前に電話で受けていたという。
小泉孝太郎はイザワオフィスに所属しており、デビュー前から役者についての手ほどきを、台本の見方からスタジオのカメラの呼び方まで教わったりと、師弟に近い関係でもあった。いかりやが亡くなった後でも、孝太郎は彼を慕い目標としている。いかりやは生前、「俺たちの仕事は良い仕事だよ。駄目な時は駄目な自分が出る。良い時は仕事もプライベートも良いんだ。その時の自分で勝負できる、良い仕事だろ。その時の自分にうそはつけないから」という言葉を孝太郎に残している。

### その他
大村崑とは生年月日が同じという縁から、交友があった。いかりやにとっては数少ない関西出身者の友人であった。
ショーン・コネリーを尊敬しており、頭髪や髭などはショーン・コネリーを意識したものとされている。
また日蓮宗の檀信徒でもあり、碇矢家の菩提寺である蓮昌寺（東京都葛飾区）にはよく足を運び、先祖の墓参をしたり、寺の行事などにも他の檀信徒に混じって参加していたという。

## 出演作品
- ザ・ドリフターズとしての出演は「ザ・ドリフターズ」を参照。

### テレビドラマ
- 「ムー」第1話（1977年5月18日、TBS） - カヨコに道案内するお爺さん 役（ノンクレジット）
- おかあさん たぬき屋の人々（1985年、TBS） - 中島常次郎 役
- NHK大河ドラマ 独眼竜政宗（1987年、NHK総合） - 鬼庭左月 役
- ベイシティ刑事（1987年10月、テレビ朝日） - 山崎末彦 役
- 橋田壽賀子ドラマ おんなは一生懸命 第6 - 9回（1987年、TBS） - なみどん太 役（ゲスト）
- テレビ東京月曜9時枠の連続ドラマ#第2期（1986年10月 - 1993年9月）（テレビ東京）
  - 「藪の中 殺意の瞬間」（1988年10月10日）
  - 「疑惑の妻 箱根路殺人行」（1989年5月1日、テレビ東京） - 主演
  - 「死の二重奏」（1990年1月29日、テレビ東京）
  - 「女子大生が消えた・AVギャル殺人事件」（1993年2月1日、テレビ東京） - 主演
- 鬼平犯科帳 第1 - 9シリーズ（1989年7月12日 - 2001年5月、フジテレビ） - 馬蕗の利平治 役
- 水曜グランドロマン「美し国ニッポン」（1989年7月12日、日本テレビ） - 主演・南部有一 役
- 土曜ドラマ（NHK総合）
  - 恋愛模様 前編・後編（1990年2月10日 - 17日） - 大和田郁夫 役
  - 家族旅行（1995年4月29日） - 山内喜一 役
- ドラマチック22「性風俗家族 日野本家の場合」（1990年5月26日、TBS） - 主演・日野本 役
- 火曜ミステリー劇場「西村京太郎スペシャル」1 - 3（1990年7月 - 1991年9月、テレビ朝日） - 亀井刑事 役
- 水曜グランドロマン「終戦特別企画 8月15日の子どもたち」（1990年8月15日、日本テレビ） - 主演・内田隆司（うちだりゅうじ） 役
- 木曜ゴールデンドラマ「ふたりの秘密」（1991年1月31日、読売テレビ）
- 検事・若浦葉子（1991年4月 - 6月、日本テレビ） - 大山第二郎 役
- 月曜ドラマスペシャル（TBS）
  - 「松本清張作家活動40年記念 黒い画集 坂道の家」（1991年8月） - 寺島吉太郎 役
  - 「わんちゃ夫婦 金沢陶芸殺人紀行」（1999年11月1日） - 飛鳥雲仙 役
- 世にも奇妙な物語（フジテレビ）
  - 第2シリーズ「海亀のスープ」（1991年12月5日） ‐ 主演・加藤二郎 役
  - 冬の特別編「穴」（1992年12月30日） ‐ 主演・多々良征二 役
- 連続テレビ小説 おんなは度胸（1992年、NHK総合） - 山代勇造 役
- しあわせの決断 （1992年、フジテレビ） ‐ 池西扇吉 役
- 火曜サスペンス劇場「追いかける」（1992年7月、日本テレビ）
- 東京チャッカリ娘（1992年9月21日、TBS）
- サザエさん（1992年 - 1996年、フジテレビ） - 磯野波平 役
- 土曜ワイド劇場 「家政婦は見た!12」（1993年1月2日） ‐ 熊沢幸助 役
- 徹底的に愛は…（1993年10月 - 12月、TBS） - 中原平吉 役
- 八丁堀捕物ばなしシリーズ（フジテレビ） - 江藤十兵衛 役
  - 八丁堀捕物ばなし（1993年11月 - 1994年3月）
  - 八丁堀捕物ばなし2（1996年4月 - 8月）
- MMR未確認飛行物体 第5回「写れ念写の謎」（1996年5月30日、フジテレビ） ※ゲスト出演
- 日本名作ドラマ「本日休診」（1994年3月14日、テレビ東京） - 主演
- 火曜サスペンス劇場「取調室」（1994年 - 2003年、日本テレビ） - 主演・水木正一郎 役
- スペシャルドラマ「誰かが誰かに恋してる」（1996年3月29日、TBS）
- 土曜ワイド劇場「俺たちの世直し強盗」（1997年1月4日、テレビ朝日） - 山本巌 役
- 踊る大捜査線シリーズ（フジテレビ） - 和久平八郎 役
  - 踊る大捜査線（1997年）
  - 踊る大捜査線 歳末特別警戒スペシャル（1997年）
  - 踊る大捜査線 秋の犯罪撲滅スペシャル（1998年）
  - 湾岸署婦警物語 初夏の交通安全スペシャル（1998年）
- イヴ 〜Santaclaus Dreaming〜（1997年10月16日 - 12月18日、フジテレビ） - 小柴清十郎 役
- 聖者の行進（1998年1月、TBS） - 宇野淳市 役
- テレビ、翔んだ!（1999年3月16日、日本テレビ） - 原田竜太郎 役
- 蘇える金狼（1999年4月、日本テレビ） - 茂義賀津夫 役
- 平成夫婦茶碗（2000年）金本銀次郎役
- 涙をふいて（2000年10月、フジテレビ） - 村田雄一郎 役
- ブラック・ジャック カルテII （2000年9月29日、TBS） - 源三 役
- 孫（2000年8月4日、フジテレビ） - 内山耕作 役
- 白い影 -Love and Life in the White-（2001年1月、TBS） - 石倉由蔵 役
- 月曜ミステリー劇場「弁護士・猪狩文助」1 - 5（2001年4月23日 - 2003年8月25日、TBS） - 主演・猪狩文助 役
- 金曜エンタテイメント「壁ぎわ税務官」1 - 3（2001年5月 - 2003年3月、フジテレビ） - 主演・鐘野成樹 役
- 人情質屋の事件台帳（2001年7月9日 - 2002年12月9日、TBS） - 本城辰之助 役
- 金田一少年の事件簿 第3シーズン 第1話 - 第2話「幽霊客船殺人事件」（2001年7月、日本テレビ） - 大槻健太郎 役
- ガッコの先生（2001年10月、TBS） - 朝倉長一郎 役
- 恋人はスナイパー（2001年10月11日 、 2002年12月24日、テレビ朝日） - 円道寺雁太郎 役
- 月曜ミステリー劇場「外科医零子」1 - 2（2001年10月 - 2002年9月、TBS） - 水色重吉 役
- 鉄道員/青春編（2002年1月1日、テレビ朝日） - 佐藤国松 役
- 女と愛とミステリー 第22回横溝正史ミステリ大賞受賞作「逃げ口上〜路線バス爆破事件!」（2002年10月、テレビ東京） - 城戸周一郎 役
- GOOD LUCK!!（2003年1月、TBS） - 新海良治 役
- ラブ・レター（2003年6月18日、テレビ東京） - 原田竜太郎 役
- あなたの隣に誰かいる（2003年10月、フジテレビ） - 草間五郎 役 ※テレビドラマ遺作

### 映画
- 喜劇 右むけェ左!（1970年、東宝） - 東田 役
- 喜劇 昨日の敵は今日も敵（1971年、東宝） - 長田長介巡査 役
- 起きて転んでまた起きて（1971年、東宝） - 花井長之輔 役
- 夢（1990年、ワーナー・ブラザース）
- 息子 （1991年、松竹） - 加藤二郎 役
- 流れ板七人（1997年、東映） - 三田喜八 役
- しあわせ家族計画（2000年、松竹） - 高田義造 役
- GO-CON!（2000年、「つんくタウンFILMS」プロジェクト第一弾）
- 踊る大捜査線シリーズ - 和久平八郎 役
  - 踊る大捜査線 THE MOVIE（1998年、東宝）
  - 踊る大捜査線 THE MOVIE 2 レインボーブリッジを封鎖せよ!（2003年、東宝）
  - 踊る大捜査線 THE MOVIE3 ヤツらを解放せよ!（2010年、東宝） ※ライブラリ出演、ノンクレジット
- 川の流れのように（2000年、東宝） - 森下哲司 役
- 恋人はスナイパー 劇場版（2004年、東映） - 円道寺雁太郎 役 ※映画遺作

### 舞台
- 恍惚の人（1988年、芸術座）
- ヴィクター/ビクトリア（1990年、梅田コマ劇場 / 1991年、シアターコクーン）
- 花迷宮（1998年、帝国劇場）
- 三婆（1998年、芸術座 / 1999年、名鉄ホール / 2000年、芸術劇場）
- NINAGAWA火の鳥（2000年、さいたまスーパーアリーナ）
- ありがとうサボテン先生（2002年、日生劇場） - 権藤教頭 役
- 60歳のラブレター（2002年、世田谷パブリックシアター）

### 吹き替え
- ポパイ（1980年） - ポパイ 役

### 人形劇
- ヤンマーファミリーアワー 飛べ!孫悟空（1977年、TBS） - さんぞうほうし 役

### バラエティ
- すばらしき仲間（1978年、CBC）- 仲間はジミー時田、寺内タケシ。
- 徹子の部屋（1979年1月4日・2001年5月28日、テレビ朝日）[29]
- なるほど!ザ・ワールド（1983年2月8日、1984年4月3日、フジテレビ） - いかりや長介のアフリカシリーズ
- 水曜スペシャル いかりや長介のアフリカひとり旅（1986年3月19日、テレビ朝日）
- クイズ!年の差なんて（フジテレビ）
- 世界まるごとHOWマッチ（1989年12月14日、毎日放送）
- いかりや長介が行く瀬戸内海の島めぐり!（1999年9月19日、テレビ朝日）
- スタジオパークからこんにちは（2000年1月20日、NHK総合） - 21回に渡るアフリカ紀行を特集[29]
- SMAP×SMAP（2000年11月13日・2003年9月1日、関西テレビ・フジテレビ）[29]
- ほんパラ!関口堂書店（2001年4月28日、テレビ朝日）[29]
- 世界ウルルン滞在記（2001年6月3日・7月22日、毎日放送）[29]
- さんま・所の乱れ咲き花の芸能界 オシャベリの殿堂(秘)抱腹絶倒版 （2001年9月15日、日本テレビ）[29]
- 特番 いかりや長介 野生のアフリカ大冒険〜8歳の親友と旅する16000km（2001年9月24日、テレビ東京）[29]
- いつみても波瀾万丈（2002年2月24日、日本テレビ）[29]
- ブラウンさん（2002年3月7日、日本テレビ）[29]
- メントレG（2002年9月20日、フジテレビ）[29]
- 隠れ家ごはん!（2003年1月5日、テレビ朝日）[29]
- 1億人の大質問!?笑ってコラえて!（2003年1月8日、日本テレビ）[29]
- 孝太郎が行く（2003年10月13日、フジテレビ）[29]
- 懐かしのいかりや長介大爆笑スペシャル!!（2010年3月18日、フジテレビ） ※ライブラリー出演

### 教養・ドキュメンタリー
- ニュースステーション（1985年11月14日、テレビ朝日）
- ナゾの海底探検（日本テレビ） - 司会
- 人生の楽園（2000年10月7日 - 2003年5月31日・8月30日 - 9月27日[29]、テレビ朝日） - ナレーション〈初代〉
- BSおはよう列島 ふるさと旅列車（1995年5月12日、NHK BS2） - 出演[48]

### CM
- 興和「キャベ2コーワ」 - 藤竜也と共演
- 麒麟麦酒「キリンラガービール」（2000年 - 2003年）[49]

## 出版

### 著書
- 『ぶらりアフリカ』講談社、1983年6月30日。ISBN 978-4062006132。
- 『だめだこりゃ―いかりや長介自伝』（2001年4月1日、新潮社） ISBN 978-4104430017
  - 『だめだこりゃ（新潮文庫）』（2003年6月1日、新潮社） ISBN 978-4101092218

### 関連書籍
- ダニーすがの『僕と長さんは旅に出た―アフリカを愛したいかりや長さん』（2005年4日1日、主婦と生活社） ISBN 978-4391130652
- いかりや浩一『親父の遺言』（2006年3月1日、幻冬舎） ISBN 978-4344011328
- いかりや浩一『いかりや長介という生き方（幻冬舎文庫）』（2008年12月1日、幻冬舎） ISBN 978-4344412279

## 演じた俳優
- 遠藤憲一 -『志村けんとドリフの大爆笑物語』（2021年12月27日、フジテレビ）